# Бабинский, Михаил Соломонович
Михаил Соломонович Бабинский (1880—1941) — советский скульптор.

## Биография

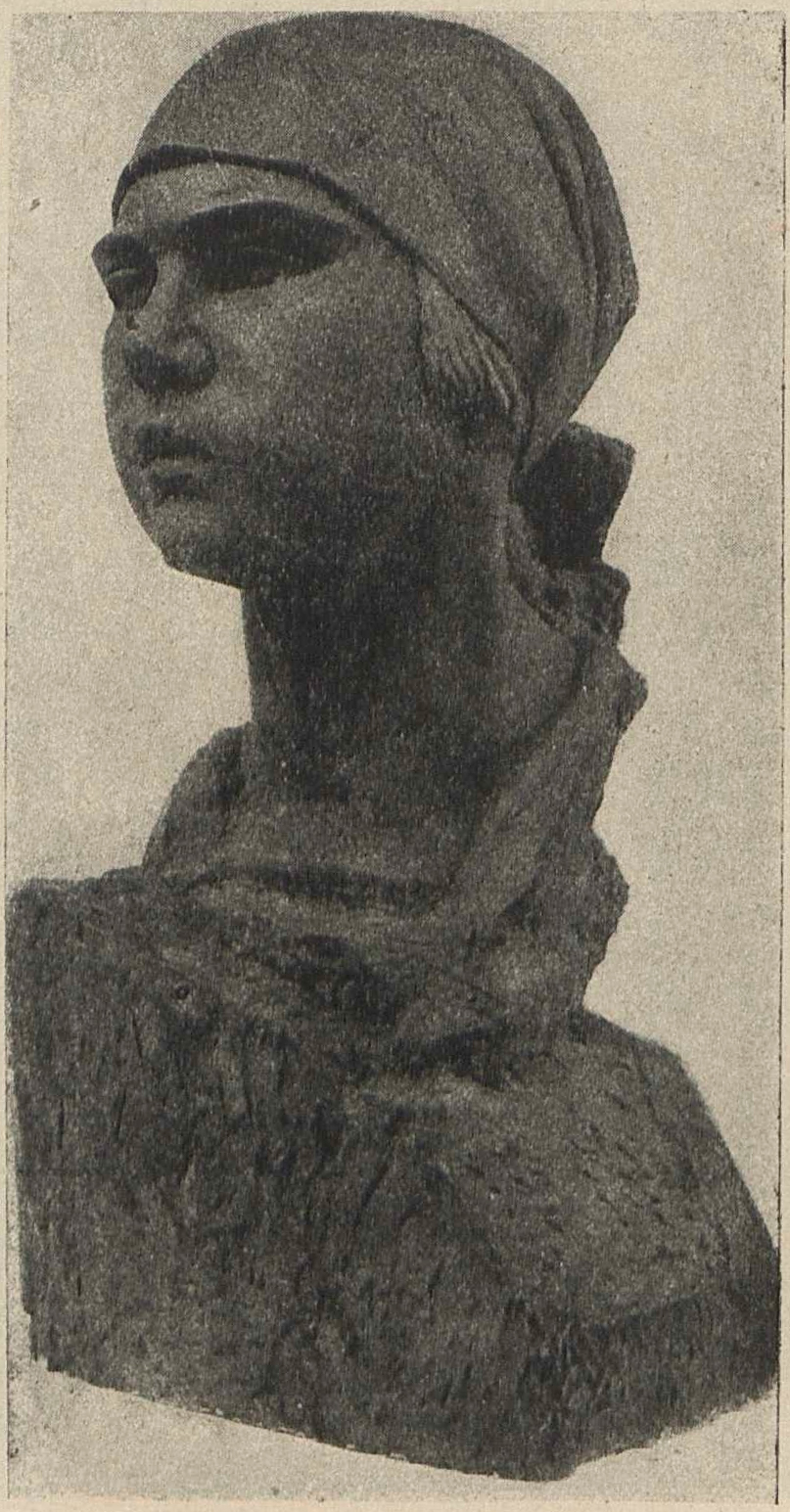
Скульптура «Комсомолка»

Михаил Соломонович Бабинский родился в 1880 году в селе Берёзовка Херсонской губернии (ныне — территория Украины). Окончил Одесское художественное училище (ныне — имени М. Б. Грекова). В 1903 году уехал в Европу, обучался художественному искусству в Мюнхене, Флоренции и Париже. В 1912 году вернулся в Российскую империю, жил и работал в Харькове. С 1920 по 1922 годы работал преподавателем в Харьковском государственном художественном техникуме.
С 1922 года проживал в Москве, активно занимался творческой деятельностью. Специализация М. С. Бабинского — станковая и монументальная скульптура, творил в жанрах портретов и жанровых композиций. Многократно участвовал в выставках, в том числе: «Объединённое искусство» (1925), «Социалистическое строительство в советском искусстве», выставке московских скульпторов (1937), Всесоюзной выставке «Индустрия социализма» (1939). В 1926 году вступил в Ассоциацию художников революционной России (АХРР-АХР). В 1937 году работы Бабинского экспонировались на международной выставке «Искусство и техника в современной жизни», проходившей в Париже.

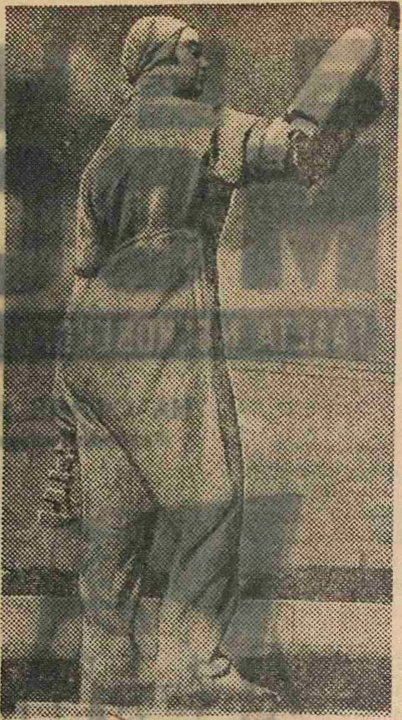
Скульптура Бабинского «Строительница метро», установленная в 1935 году в парке им. Горького

Среди наиболее известных скульптурных работ М. С. Бабинского: «Мальчик с веслом», «Портрет жены», «Красногвардеец», «Комсомолка», «Культработа в деревне», «Дискометатель», «Метростроевец». В 1928 году им был выполнен памятник «Борцам за свободу», установленный на Советской площади в городе Пензе над братской могилой погибших в мае 1918 года во время восстания Чехословацкого корпуса. Первоначальный вариант памятника был выполнен из бетона, однако в 1972 году из-за обветшалости он был заменён на гранитно-чугунный монумент. Ряд работ Бабинского хранится в музеях бывшего Советского Союза, в том числе в Государственном центральном музее современной истории России.
Умер 16 июля 1941 года в Москве.

## Цитаты
О своей скульптуре «Строительница метро» («За овладение техникой») М. С. Бабинский писал:
Скульптура изображает советскую женщину, работницу высшей квалификации, умеющую разбираться в чертежах. Она изображена в момент, когда, не выпуская из своих рук ключа, которым производила работу, сверяет свои действия с чертежом.